# André Luís (football, 1979)
Pour les articles homonymes, voir André Luís.
André Luís Garcia dit André Luís, né le 31 août 1979 à Porto Alegre, est un footballeur brésilien. Il évoluait au poste de défenseur central.

## Carrière
- 1999-2001 : Santos FC  Brésil
- 2001-2004 : Fluminense FC  Brésil
- 2004-2005 : Benfica  Portugal
- 2005-2006 : Olympique de Marseille  France (prêt)
- 2006-2007 : Cruzeiro EC  Brésil
- 2008 : Botafogo  Brésil
- 2009 : Grêmio Barueri  Brésil
- 2010 : São Paulo FC  Brésil
- 2010-2011 : Fluminense FC  Brésil
- 2012 : Portuguesa  Brésil
- 2012 : Grêmio Barueri  Brésil[1]

## Palmarès
- Champion du Brésil en 2010 avec le Fluminense
- Champion du Brésil en 2002 et 2004 avec Santos
- Champion du Portugal en 2005 avec le Benfica Lisbonne
- 2 sélections et 1 but avec l'équipe du Brésil des moins de 23 ans